# Viện Hàn lâm Khoa học Thế giới
Viện Hàn lâm Khoa học Thế giới, viết tắt theo tiếng Anh là TWAS (World Academy of Sciences) là một tổ chức phi chính phủ quốc tế, là Viện hàn lâm khoa học cho các nước đang phát triển (Academy of Sciences for the Developing World).
TWAS thành lập năm 1983 . Trước năm 2004 nó có tên là Viện Hàn lâm Khoa học Thế giới thứ ba (Third World Academy of Sciences).
TWAS là thành viên liên kết khoa học của Hội đồng Khoa học Quốc tế (ISC) , và của Hội đồng Quốc tế về Khoa học (ICSU) trước đây.
Chủ tịch nhiệm kỳ 2018-2022 là Mohamed H.A. Hassan từ  Sudan.

## Lịch sử
Viện Hàn lâm Khoa học Thế giới được thành lập vào năm 1983 dưới sự lãnh đạo của Người được giải Nobel Vật lý năm 1979 Abdus Salam của Pakistan một nhóm các nhà khoa học đứng lên để làm một cái gì đó về tình trạng ảm đạm của các nghiên cứu khoa học ở các nước đang phát triển.
TWAS sau đó được Tổng thư ký Liên Hợp Quốc lúc đó là Javier Pérez de Cuéllar chính thức công nhận năm 1985.

## Nhiệm vụ
Nhiệm vụ nhất quán của TWAS là:
- Ghi nhận, hỗ trợ và thúc đẩy xuất sắc trong nghiên cứu khoa học ở các nước đang phát triển;
- Đáp ứng nhu cầu của các nhà khoa học trẻ trong nước đang bị tụt hậu về khoa học và công nghệ;
- Thúc đẩy Nam-Nam và Nam-Bắc hợp tác khoa học, công nghệ và đổi mới;
- Khuyến khích nghiên cứu khoa học và chia sẻ kinh nghiệm trong việc giải quyết các vấn đề lớn đối với các nước đang phát triển.

## Hoạt động
Hội đồng nhiệm kỳ ba năm được các thành viên bầu ra, chịu trách nhiệm giám sát các hoạt động hàn lâm.
Ban thư ký nhỏ nằm trong khuôn viên của Trung tâm Quốc tế về Vật lý Lý thuyết Abdus Salam (ICTP - Abdus Salam International Centre for Theoretical Physics) ở Trieste, Italy, giúp Hội đồng trong việc quản lý và điều phối các chương trình.
| Thứ      | Ngày       | Địa điểm              | Chủ tịch            | Chủ tịch |
| -------- | ---------- | --------------------- | ------------------- | -------- |
| TWAS 28. | 2018       | Trieste Ý             | Mohamed H.A. Hassan |          |
| TWAS 26. | 19/11/2015 | Vienna, Áo            | Bai Chunli          |          |
| TWAS 23. | 18/09/2012 | Thiên Tân, Trung Quốc | Bai Chunli          |          |